# Novara–Pino-vasútvonal
A Novara–Pino-vasútvonal egy 51 km hosszúságú, normál nyomtávolságú vasútvonal Olaszországban, Novara és Pino sulla Sponda del Lago Maggiore között. A vonal 3000 V egyenárammal villamosított, fenntartója az RFI.